# Idan Raichel
Cet article possède un paronyme, voir Rachel.
Idan Raichel (en hébreu : עידן רייכל) est un musicien israélien, établi à Kfar Saba, petite localité de la banlieue de Tel Aviv en Israël.

## Biographie
הפרויקט של עידן רייכל (Ha proyect shel Idan Raichel), premier album à son nom (Idan Raichel's Project) est paru en 2002. Claviériste, compositeur, interprète et arrangeur de talent, Raichel réussit dès cet album une entrée fracassante dans le milieu de la chanson israélienne en fusionnant musique électronique, folk israélien et musiques traditionnelles africaines (notamment éthiopiennes) ; son tube Bo-i reste plusieurs semaines en tête du palmarès israélien en 2002. Il a notamment travaillé avec la chanteuse d'origine éthiopienne Cabra Casay qu'il a rencontrée lors de son service militaire.

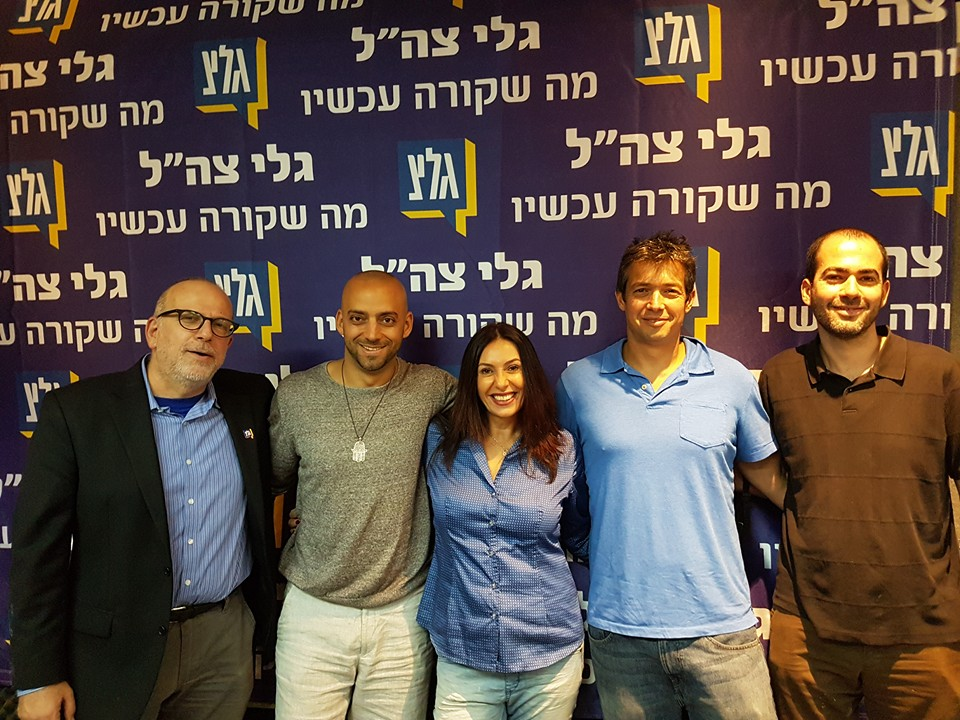
Idan Raichel dans Galeï Tsahal, 2016
Yaron Deckel, Idan Raichel, Miri Regev, Yoaz Hendel, Asael Lubotzky.

Raichel a fait contribuer plusieurs autres artistes israéliens et africains à son projet. La dernière en date en 2005 sur son album Mimaamakim, est Shoshana Damari, considérée comme la reine de la chanson israélienne. 
En 2006 est sorti The Idan Raichel Project, compilation de ses deux précédents albums destinés au public international.

### Controverses
Idan Raichel affirme en janvier 2024, pendant la guerre de Gaza, que l'armée israélienne ne doit pas chercher à épargner les civils, les habitants de Gaza étant selon lui pour la plupart complices du Hamas. 

Le député Ahmed Tibi a accusé le chanteur de faire l'apologie de crimes de guerre et lui a reproché de se produire dans des colonies israéliennes en Cisjordanie occupée, encourageant selon lui « l’occupation et l’oppression ».

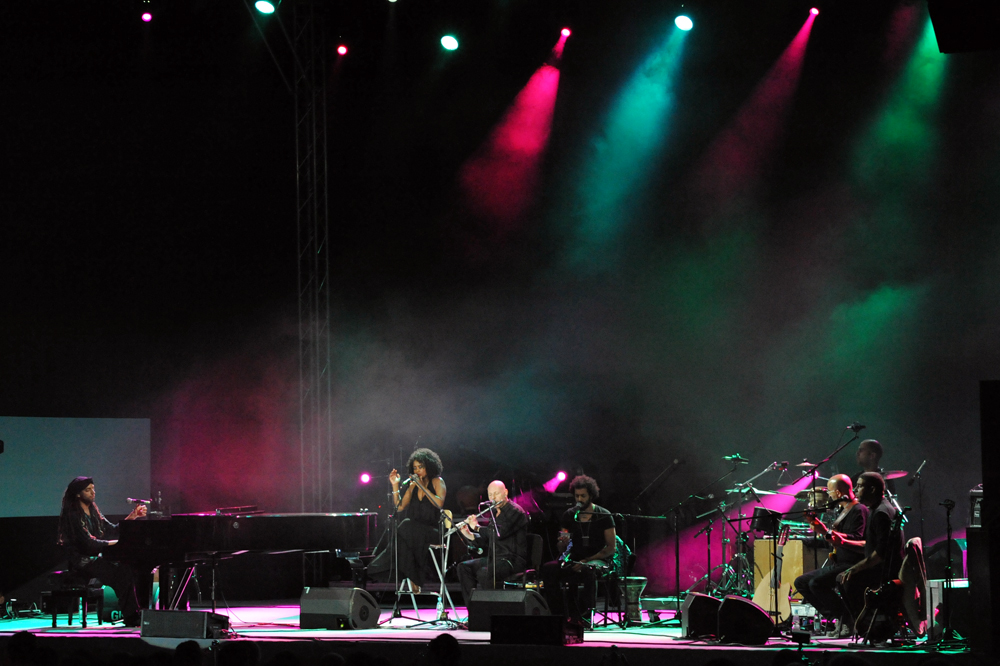
The Idan Raichel Project à Varsovie, septembre 2011.

## Albums
| Année | Album                                               | Prix                     | Ventes   |
| ----- | --------------------------------------------------- | ------------------------ | -------- |
| 2002  | Idan Raichel’s Project                              | 3 fois disque de platine | 138,000+ |
| 2005  | Mimaamakim                                          | 3 fois disque de platine | 123,000+ |
| 2006  | The Idan Raichel Project (International)            | N/A                      | N/A      |
| 2009  | Within My Walls                                     | 1 fois disque de platine | 30,000+  |
| 2012  | The Tel Aviv Session (The Touré-Raichel Collective) | N/A                      | N/A      |
| 2013  | Quarter to Six                                      | 1 fois disque de platine | 30,000+  |